# Polotok
Pólotok (tudi polotòk) je del kopnega, ki je s treh strani obkrožen z vodo, običajno z morjem ali oceanom.
Beseda polotok ima izvor v latinščini paeninsula iz paene 'skoraj' in insula 'otok'.

## Oblike
Polotoki imajo lahko površino do nekaj milijonov kvadratnih kilometrov, na primer Apeninski ali Iberski polotok, lahko pa so tudi tako majhni, da sta njihova širina in dolžina (ki običajno presega širino) le nekaj sto metrov.
Ena od oblik polotoka je rt in posebej ozko kopno v morju, ki je bila zalito s celinsko vodo. Če je polotok v celinski vodi (jezero, reka), se imenuje tudi »celinski polotok«.
Polotok velikih dimenzij se imenuje polcelina, na primer Evropa, kateri so pripojeni večji polotoki, kot deli ki ustvarjajo celino; na primer: Apeninski polotok, Balkanski polotok, Iberski polotok in Skandinavija ter manjši: Jutlandija, Istra, Kola, Krim, Peloponez in Halkidika.

## Meja med otokom in polotokom
- Polotoki so pogosto nekdanji otoki, ki so se s muljem povezali s celino, na primer Gibraltar in Krim.  Nasprotno pa se lahko zgodi, da polotok v jezikovni rabi razglasijo za otok, saj sčasoma dobijo ustrezno vodno stanje.
- Tristransko vodno okolje in povezava s celino sta na polotokih večinoma naravnega izvora. Umetne strukture, kot so prekopi, ki ločujejo naravni polotok od celine, ne pomenijo nujno otoka v vsakdanjem jeziku. Primer tega je Peloponez, ki kljub Korintskemu prekopu velja le za polotok. Enako velja za Jutlandijo s Kielskim prekopom proti jugu. Nasprotni primer je Samosir v severnem otoku Sumatra, prvotno polotok, otok je postal le skozi prekop. Poleg tega obstajajo tudi umetni otoki, na primer Donavski otok, ki so nastali z umetnimi vodotoki.
- Mostovi ali umetni jezovi, ki trajno povezujejo otok s celino, običajno ne pomenijo polotoka. Kljub jezu Hindenburg, ki ga povezuje z obalo, je Sylt otok in enako velja za največji nemški otok Rügen, pri katerem se jez Rügen povezuje s celino.
- Človeški vplivi, ki so otok povezali s celino, ki so bili pozabljeni, lahko vodijo do tega, da se nekdanji otok sčasoma uvrsti med polotoke. Fischland-Darß-Zingst, ki je med Rostockom in Stralsundom, danes velja za polotok, čeprav je bil prej otok (veriga). Holnis, prvotni otok ob Baltskem morju, danes tudi velja za polotok.

Na otokih so lahko tudi polotoki. Primeri so polotoki v Veliki Britaniji in na Irskem. Tudi polotoki imajo lahko sami polotoke, ti pa lahko imajo druge polotoke, na primer Mols v Djurslandu na Jutlandiji.

## Pomembni polotoki
| Evropa - Apeninski polotok - Atika - Balkanski polotok - Bretanja - Cornwall - Deerness - Galipoli - Gargano - Halkidika, Atos - Iberski polotok - Istra - Jutlandija - Kalabrija - Karaburun - Klek (polotok) - Kola - Krim - Luštica, Prevlaka - Peloponez - Pelješac - Salento - Skandinavija | Afrika - Afriški rog Azija - Mala Azija - Arabski polotok - Katar - Dekanski polotok - Indokitajski polotok - Jamal - Tajmir - Kamčatka - Čukotski polotok - Korejski polotok - Liaodong - Šandong - Leizhou - Polotok Kii (Japonska) - Malajski polotok - Sinajski polotok (Sinaj) - Džafna (Jaffna) | Avstralija - Arnhemova zemlja - Yorkovortski polotok Amerike - Florida - Labrador - Kalifornijski polotok - Polotok Nova Škotska - Jukatan - Aljaški polotok - Sewardov polotok - Patagonija Antarktika - Antarktični polotok |